# Herdwangen
Herdwangen ist der größte Teilort der Gemeinde Herdwangen-Schönach im Süden des Landkreises Sigmaringen in Baden-Württemberg.

## Geographie

### Lage
Herdwangen liegt zwölf Kilometer nördlich des Bodensees, auf einem Höhenzug im Oberen Linzgau, an der Landstraße zwischen den Städten Pfullendorf im Norden und Überlingen im Süden.

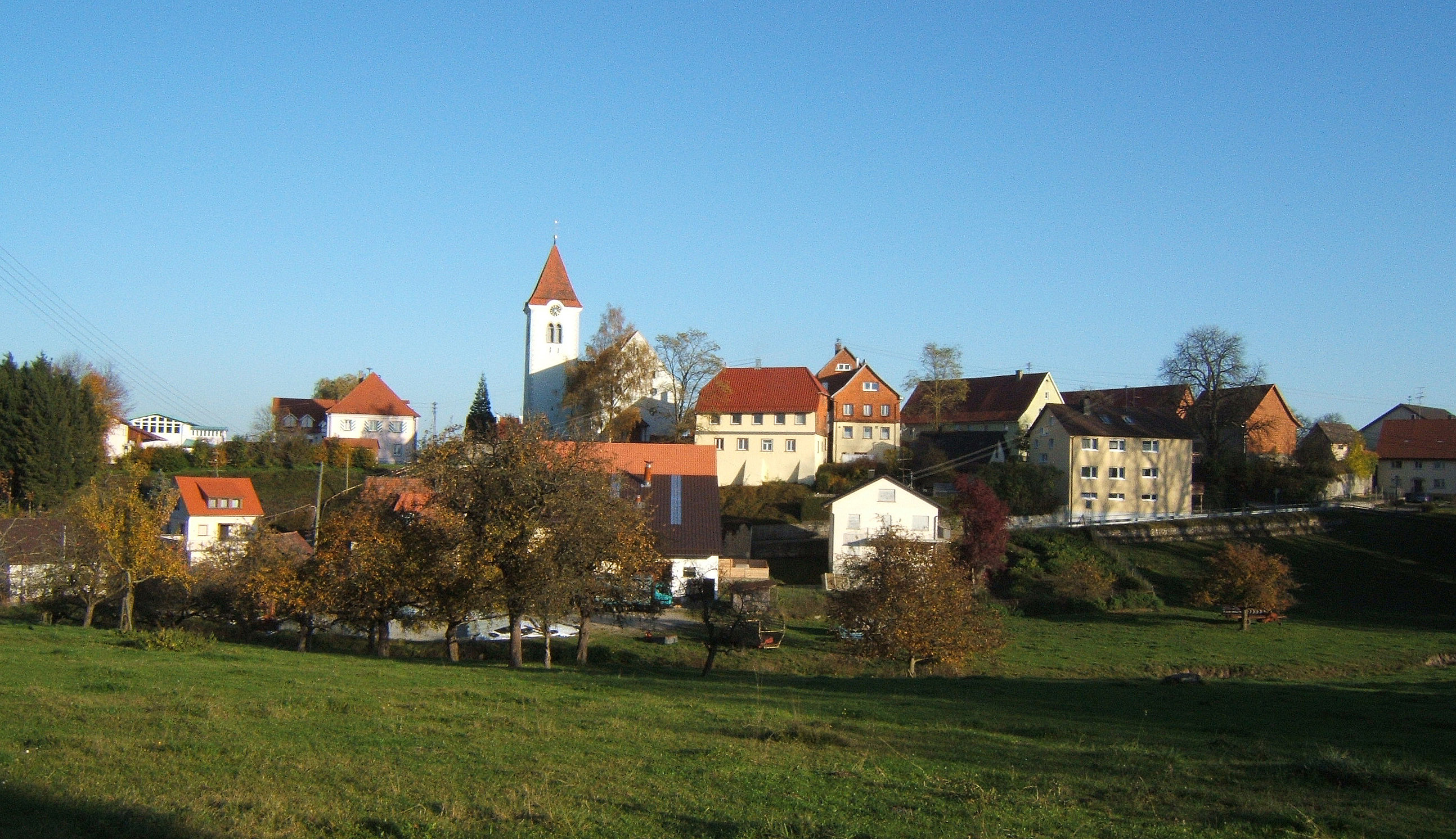
Ansicht des Dorfkerns von der Herrengasse aus. Links neben der Kirche das Rathaus und die Bundschuhhalle, rechts der Kirche die Bräustatt und daran das Gasthaus „Altes Haus“

### Geologie
Die Endmoräne der letzten Eiszeit ist bei Alberweiler als langgezogener Höhenrücken zu erkennen, hinter dem sich Riedflächen erstrecken. Der Untergrund der Gemarkung Herdwangen besteht weitgehend aus Gletscherablagerungen, nur in den Hängen der tiefer eingeschnittenen Bachtäler kommt der darunterliegende Molassesandstein (Obere Süßwassermolasse) zum Vorschein. Die Moräneablagerungen wurden früher in verschiedenen Kiesgruben abgebaut.

### Zugehörige Orte
Herdwangen ist Mittelpunktsort für die umliegenden Weiler Ebratsweiler, Alberweiler, Mühlhausen, Waldhof, Schwende und die Vorstatt, aber auch für Oberndorf, Waldsteig, Heggelbach und Breitenerlen, die bis 1974 die Gemeinde Oberndorf bildeten. Grundlage für diese alte Zusammengehörigkeit, die auch über die badisch-hohenzollerische Landesgrenze hinweg erhalten blieb, ist die Zugehörigkeit zur Pfarrgemeinde Herdwangen.

## Geschichte

### Name
Der Ortsname setzt sich aus dem Männernamen Hedo und dem Begriff wang, der ein flaches Wiesengelände bezeichnet, zusammen. Der Name lautet in den ältesten mittelalterlichen Urkunden Hedewanc, Hedewanch oder Hediwanc. Im 14. Jahrhundert setzt sich die Schreibweise Hedwang durch und erst im 16. Jahrhundert erscheint die Schreibung Herdwang.
Das zugehörige Eigenschaftswort und die Bezeichnung für die Einwohner lautet Herdwanger und nicht, wie gelegentlich zu beobachten, Herdwangener.

### Mittelalter
Herdwangen kam wohl schon 983 bei der Gründung des Klosters Petershausen in dessen Besitz. Von 1226 bis 1249 erscheint in Urkunden ein Leutpriester von Herdwangen namens Friedrich als Zeuge. Im Zehntbuch des Bistums Konstanz von 1275 ist für Herdwangen eine relativ gut ausgestattete Pfarrpfründe verzeichnet. Das Kloster Petershausen versuchte im 13. und 14. Jahrhundert, seine Besitzungen und Rechte in Herdwangen abzurunden, indem es z. B. Herdwanger Besitz des Klosters St. Johann im Thurgau erwarb, darunter auch eine Mühle. Ende des 14. Jahrhunderts findet sich die Vogtei über das Dorf als Lehen in der Hand von Überlinger Bürgern und im Jahr 1402 verkaufte Petershausen die Vogtei an das Spital zu Überlingen. Dies hatte ständige Auseinandersetzungen und vertragliche Regelungen über Einkünfte und Rechte von Kloster und Stadt zur Folge, bis Petershausen fast drei Jahrhunderte später (1687) die Vogtei wieder zurückkaufte.

### Neuzeit
Im Bauernkrieg 1525 schlossen sich auch Herdwanger Bauern den Aufständischen im Hegau an. Andere wurden in das Heer der Städte und Klöster eingezogen, das die Bauern in ihrem Lager in Sernatingen (heute Ludwigshafen) bekämpfen sollte. Bevor es zur Schlacht kam, meuterten 600 Bauern aus dem Heer der Städte. Sie wurden jedoch überwältigt und die Anführer der Meuterei, darunter drei aus Schwende und Hans Schmid („Bläsis Sohn“) aus Herdwangen, hingerichtet. Ein weiterer gleichnamiger Herdwanger, Hans Schmid „der Alte“ wurde unter Auflagen begnadigt.
Im Dreißigjährigen Krieg (1618–1648) litten Herdwangen und die umgebenden Weiler unter Kriegssteuern, Plünderungen und der Pest, die 1635 durch alle Häuser des Dorfes zog. Schon 1629 sind Kirche und Pfarrhaus beschädigt, in den 1640er Jahren viele Häuser unbewohnbar, die Pfarrgebäude zerstört, das Getreide knapp und Gemeinde und Pfarrer mittellos. Davon erholte sich der Ort lange nicht.

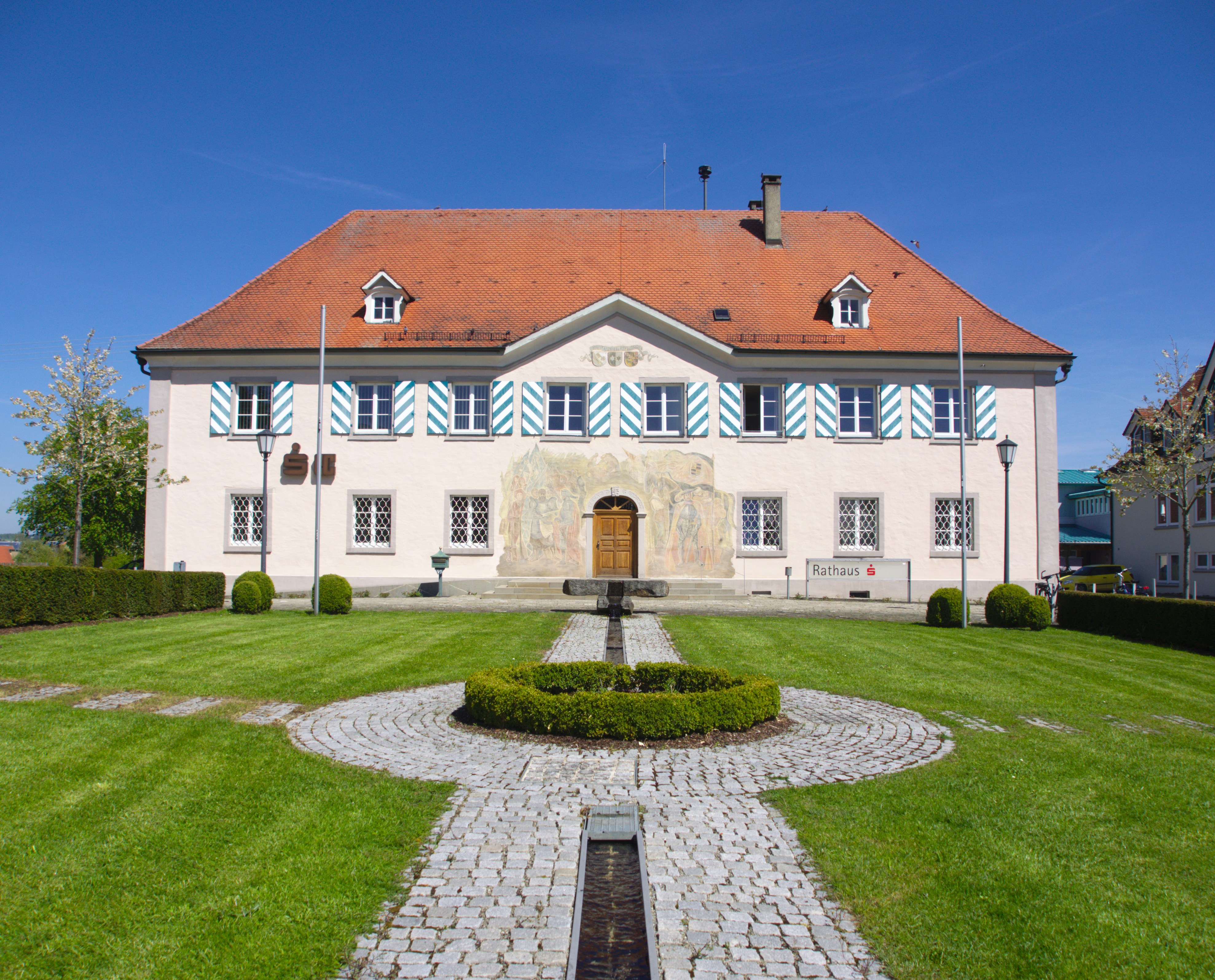
Das ehemalige Rentamt des Klosters Petershausen, heute Rathaus der Gemeinde Herdwangen-Schönach

Der spanische Erbfolgekrieg und Missernten erzeugten ab 1689 neue Not, so dass 15 Familien im Jahr 1691 nach Ungarn auswanderten. Solche Auswanderungsbewegungen sind in der Folge im ganzen 18. Jahrhundert festzustellen.
Das Kloster Petershausen baute 1770 ein repräsentatives Verwaltungsgebäude (Rentamt) in Herdwangen, das das Schlösschen im Waldhof als Sitz des petershausischen Statthalters ersetzen sollte. Als Inhaber der niederen Gerichtsbarkeit über Herdwangen kaufte das Kloster dann 1776 auch die Hohe Gerichtsbarkeit von der Grafschaft Heiligenberg und wurde 1779 vom Kaiser offiziell mit den neu erworbenen Rechten belehnt (gegen eine Gebühr von 4000 Gulden). Aus diesem Anlass wurden die neuen Grenzen vermessen und Grenzsteine gesetzt.
Lange konnte das Kloster die volle Landesherrschaft über die Herrschaft Herdwangen nicht ausüben, denn 1803 fielen durch die Säkularisation die Besitzungen Petershausens, und damit auch Herdwangen, an das Großherzogtum Baden. Das Kloster wurde bald darauf aufgelöst.

### 19. und 20. Jahrhundert
Bis 1813 bildeten Herdwangen und die umliegenden Orte ein eigenes Amt im badischen Seekreis, dann wurde das Amt Herdwangen dem Bezirksamt Pfullendorf zugeschlagen. Im Jahr 1924 wurde die bisher selbständige Gemeinde Ebratsweiler nach Herdwangen eingemeindet. 1936 kam Herdwangen zum Landkreis Überlingen. (Siehe auch Verwaltungsgliederung Badens)
Der langjährige Bürgermeister und Landtagsabgeordnete Otto Osterwald wandte sich vehement gegen den auch in Herdwangen aufkommenden Nationalsozialismus und wurde bereits kurz nach der Machtübernahme der Nationalsozialisten 1933 als Bürgermeister abgesetzt, mehrfach angezeigt und von der Gestapo verhört. Nach dem Krieg wurde er aufgrund seiner Amtserfahrung und politisch unbelasteten Vergangenheit von der französischen Besatzungsmacht wieder als Bürgermeister eingesetzt.
Nach dem Ende des Zweiten Weltkriegs gehörte Herdwangen zur französischen Besatzungszone, ab 1948 zum Land Baden (Südbaden), seit 1952 zum Land Baden-Württemberg.
Durch die Kreisreform kam die Gemeinde Herdwangen am 1. Januar 1973 vom Landkreis Überlingen zum Landkreis Sigmaringen und wurde am 1. Juli 1974 mit den Gemeinden Großschönach und Oberndorf zur neuen Gemeinde Herdwangen-Schönach vereinigt.

## Politik

### Wappen
Das Wappen von Herdwangen geht zurück auf die Schaffhauser Familie Brümsi, deren Überlinger Linie 1400 die Vogtei über Herdwangen besaß. Es zeigt in einem geteilten Schild links einen sechszackigen silbernen Stern auf schwarzem Grund und rechts einen schwarzen Stern auf silbernem Grund.

## Kultur und Sehenswürdigkeiten

### Bauwerke

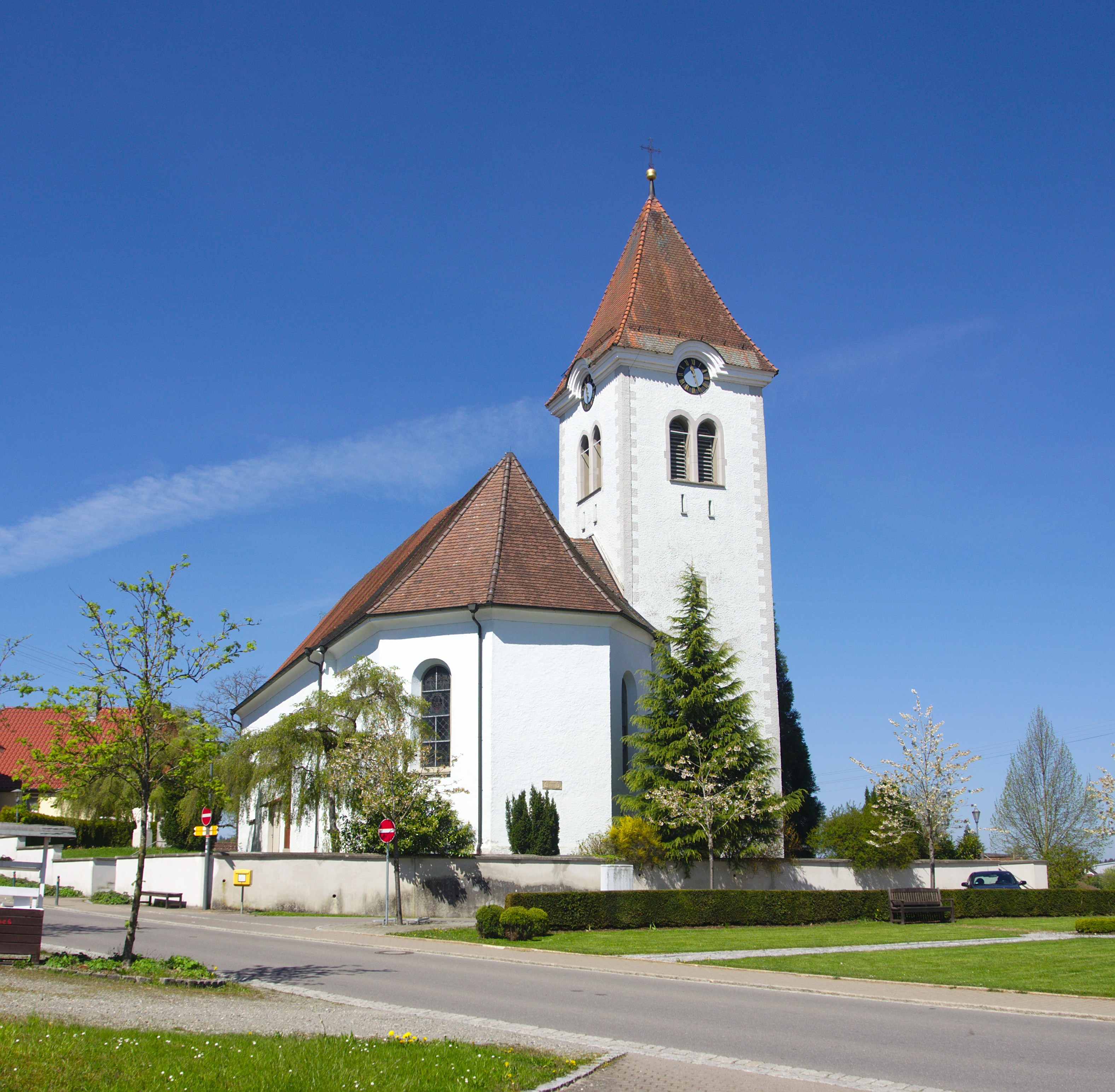
Pfarrkirche St. Petrus und Paulus

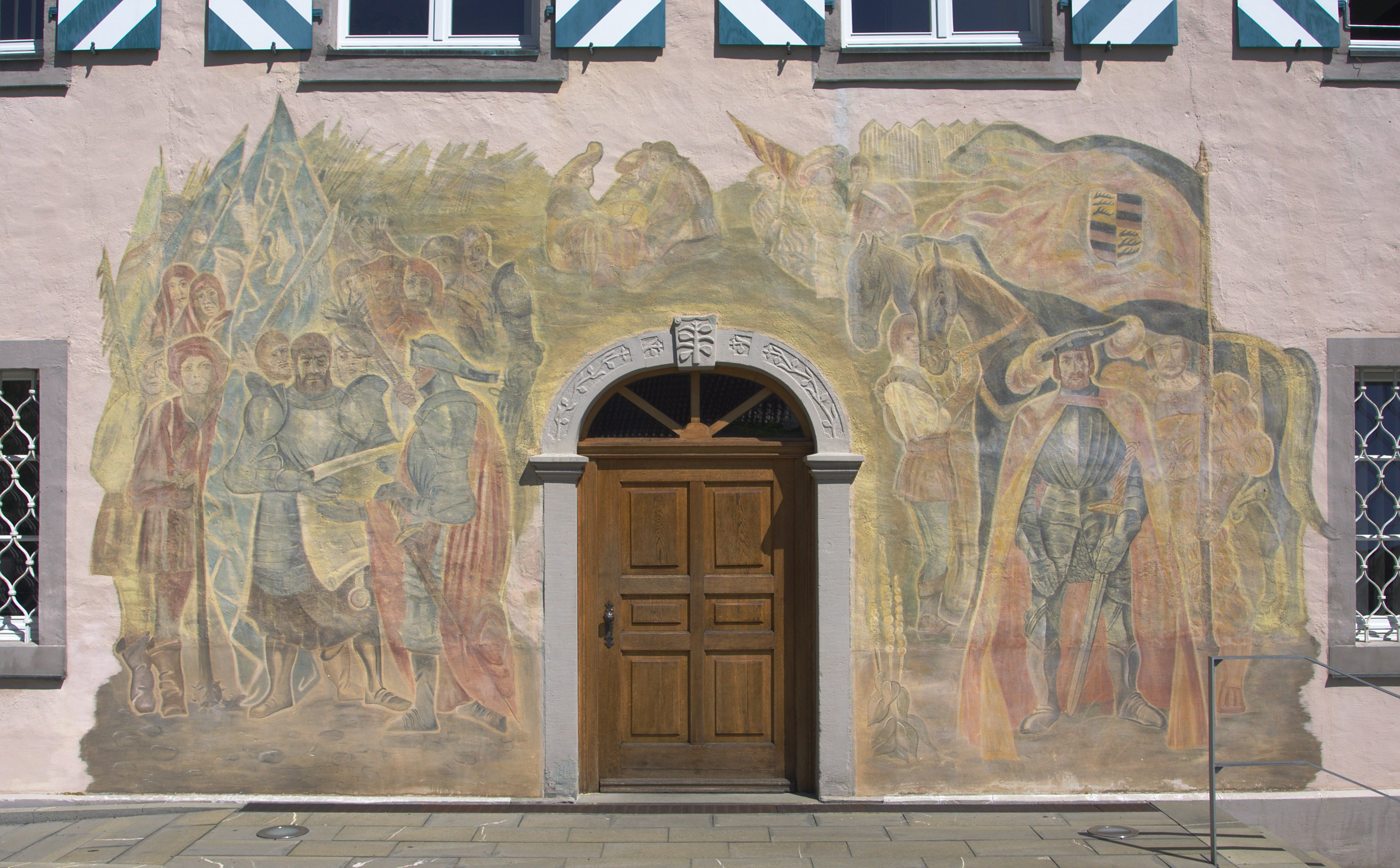
Wandgemälde am Rathaus

- Pfarrkirche St. Petrus und Paulus: Da 1226 ein Leutpriester erwähnt ist, muss spätestens zu dieser Zeit schon eine Kirche in Herdwangen bestanden haben. 1487 war ein linker Seitenaltar vorhanden, der der Gottesmutter Maria, sowie den Heiligen Sebastian, Veit und Wendelin gewidmet war. Im Dreißigjährigen Krieg wurde die Kirche offenbar schwer in Mitleidenschaft gezogen, wahrscheinlich musste sie renoviert oder neu erbaut werden. Ein weiterer Umbau erfolgte 1810. Dabei wurde eine Seitenwand neu errichtet und die Kirche nach hinten verlängert.[3] Zu dieser Zeit kam auch der klassizistische Hochaltar zusammen mit den Rokoko-Seitenaltären aus der 1808 im Zuge der Säkularisation abgerissenen Leonhardskirche in Salem nach Herdwangen. Diese waren für diese ehemalige Salemer Pfarrkirche von den bedeutenden Stuckateuren und Bildhauern der Feuchtmayer-Werkstatt in Mimmenhausen geschaffen worden. Die künstlerische und stilistische Entwicklung von Joseph Anton Feuchtmayer über Johann Georg Dirr zu Johann Georg Wieland lässt sich an den verschiedenen Altären und Figuren ablesen.[4] Die Kirche wird von der katholischen Pfarrgemeinde Herdwangen genutzt.
- In Herdwangen befindet sich das ehemalige Rentamt des Klosters Petershausen. Es wurde 1770 erbaut und beherbergt heute das Rathaus. Auf der Vorderfront des Gebäudes befindet sich ein großflächiges Wandgemälde zum Bauernkrieg von 1525, das im Jahr 1965 vom Mannheimer Kunstmaler Carolus Focke angefertigt wurde.[5] Es zeigt den Abschluss des Mühlhauser Vertrags vom Februar 1525 zwischen dem siegreichen Bauernjörg und den geschlagenen Hegaubauern.[6]

### Regelmäßige Veranstaltungen

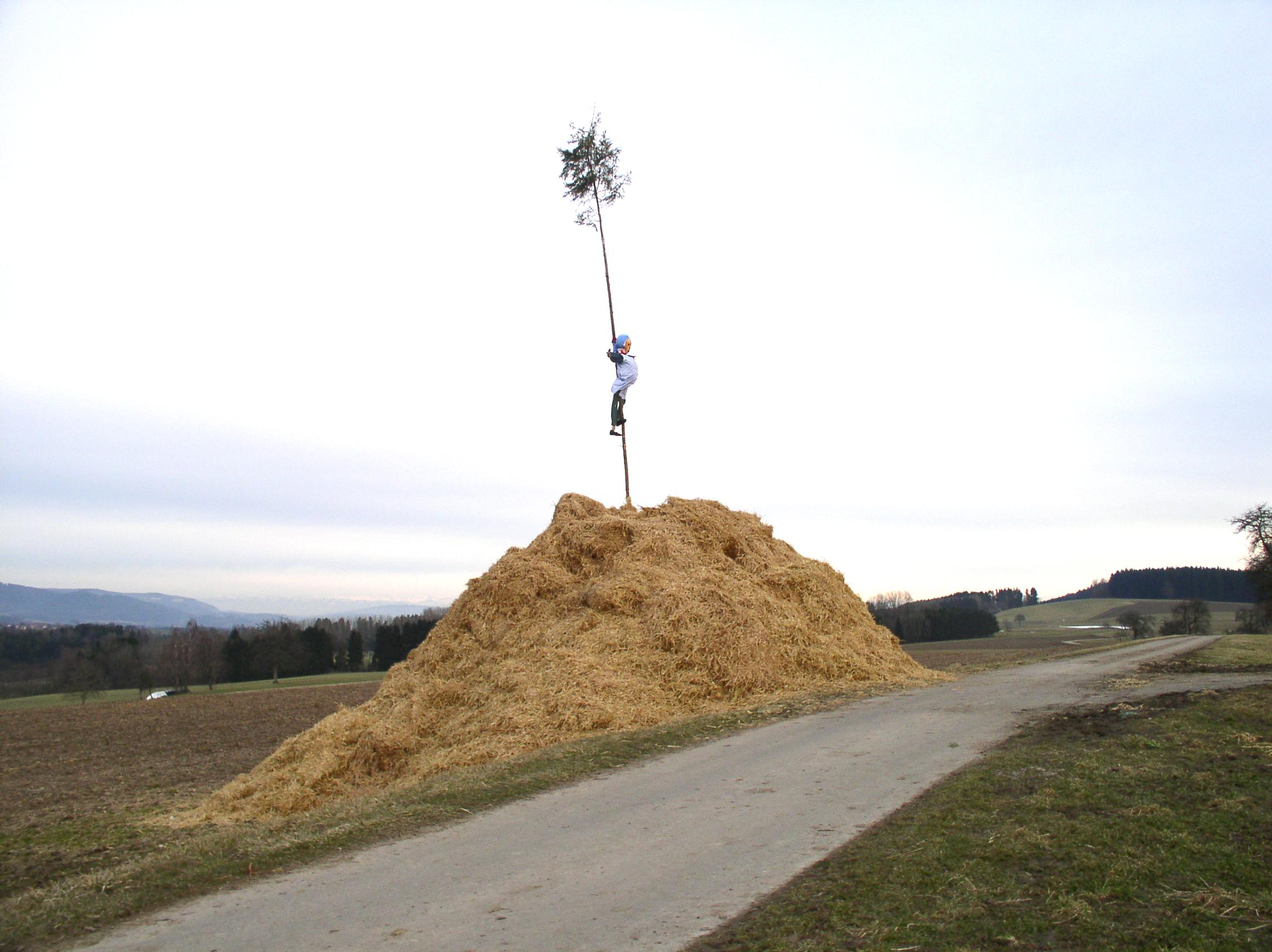
Vorbereiteter Funken (2003)

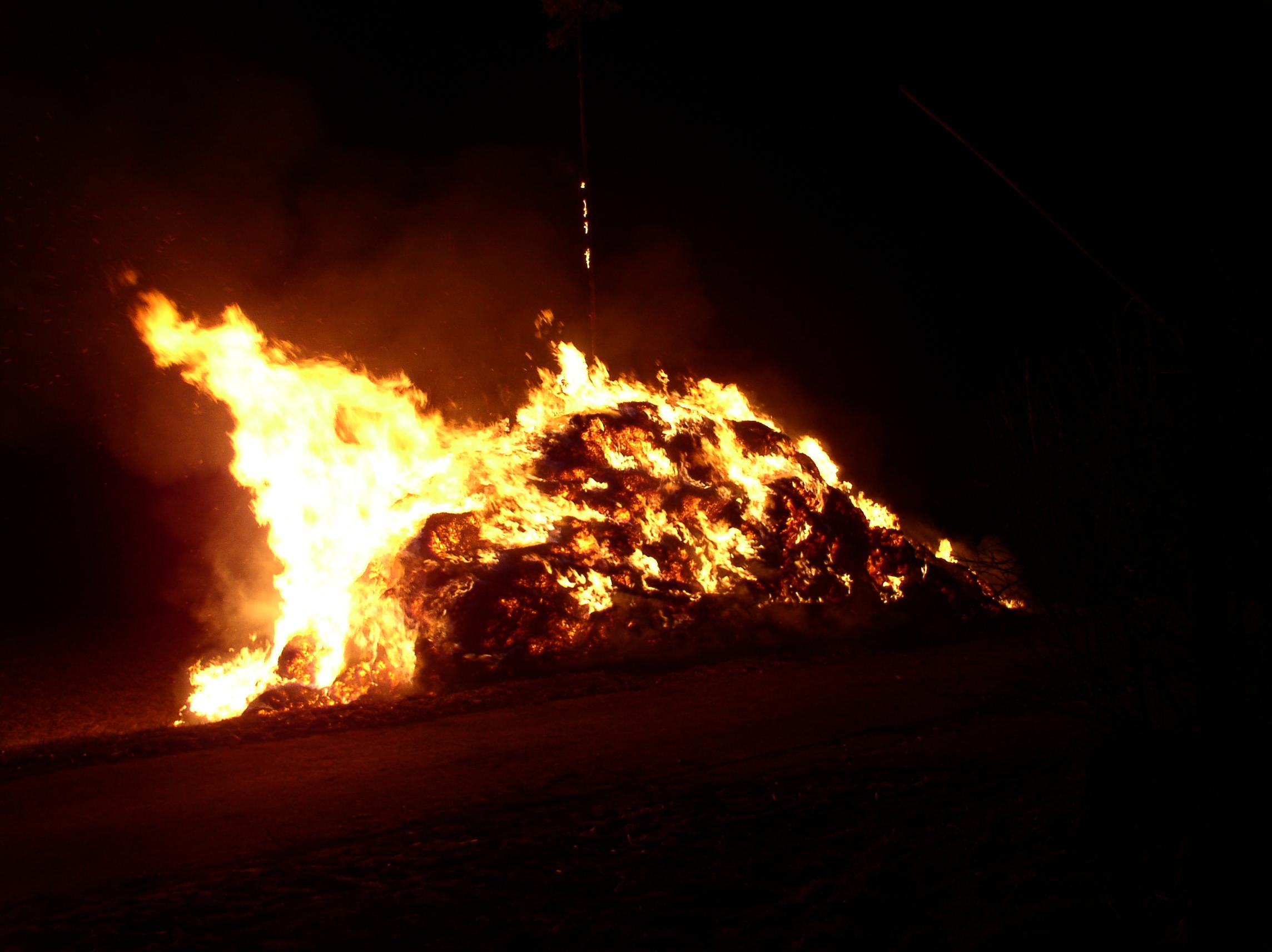
Brennender Funken (2003)

In Herdwangen wird traditionell am Funkensonntag der Brauch des Funkenfeuers abgehalten. Der Funken aus Stroh wird um eine Funkentanne mit Funkenhexe auf dem Hüttenbühl errichtet.

### Musik und Brauchtum
- Musikverein Herdwangen
- Kirchenchor St. Peter und Paul
- Narrenverein Eselohren

### Bildung
- Grundschule Herdwangen-Schönach
- Kindergarten Kinderland Herdwangen

### Sport
- Der Herdwanger Sportverein spielt in der Fußball-Kreisliga A, Staffel III. Der Sportverein unterhält eine zehn Kilometer lange präparierte Loipe von Herdwangen in Richtung des Owinger Weilers „Wälde“[7].
- Tennisclub Herdwangen-Schönach
- K.K. Schützenverein Herdwangen
- Reiterverein Herdwangen-Spießhof
- Im Ortsteil Vorstadt gibt es in der Nähe der Bushaltestelle am Ramsberg eine 150 bis 200 Meter lange Rodelbahn ohne Lift.

## Naturdenkmäler
Das Naturschutzgebiet Ruhestetter Ried zwischen Ruhestetten, Herdwangen und Alberweiler ist ein Niedermoorkomplex im Ursprungsgebiet der Linzer Aach und liegt in einer eiszeitlichen Senke.

## Persönlichkeiten
- Emil Stehle (1926–2017), römisch-katholischer Bischof von Santo Domingo de los Colorados
- Otto Osterwald (1887–1967), Wagnermeister, Bürgermeister und Abgeordneter im badischen Landtag (Zentrumspartei)